# Пећница
Пећница је затворени простор чија унутрашњост се може загревати до високих температура и служи за загревање, печење или сушење. Њена предност је то што се предмет унутар пећнице загрева подједнако са свих страна. Сам назив пећница указује на то да служи за печење. Најчешће се користи за кување хране као и за грнчарство. Пећнице које се користе у грнчарству су такође познате као грнчарске пећи. Индустријске пећи зову се топионице или индустријске пећи. У модерним временима пећнице (рерне) користе се за загревање хране у бројним домаћинствима широм планете. Други назив који се користи у нашим крајевима за пећницу је рерна. Пећница или рерна део је модерних шпорета или штедњака. Док рингле служе за кување и пржење хране, храна у пећници термички се обрађује печењем (најчешће се пече: пециво, колачи или месо).
У употреби од антике, коришћени су за обављање широког спектра задатака који захтевају контролисано грејање. Историчари повезују Грке са почецима уметности печења хлеба.Пећнице за хлеб развијене су у древној Грчкој, где су прављене бројне врсте и облици теста, а и уведени многи начини сервирања хлеба са другом храном. Припрема хране као делатност развила се када је почела припрема хлеба ван породичних кућа, где су специјално обучени радници продавали хлеб народу. Ово је једна од најстаријих форми професионалне припреме хране.

## Историја
Најстарији облик грејања дрвима јесте отворено ложиште, смештено на прикладној подлози у средини просторије с отвором у таваници. Ту се топлота преоси претежно топлотним зрачењем од пламена и жара. Недостатак је тог ложења задимљеност целе просторије. Тај начин загрејавања просторија усавршава се прелажењем на грејање помоћу дрвеног угља смештеног у посебне металне зделе. Дрвени угаљ, који се изван просторије ужарио, наслаже се у танком слоју на зделе (пладњеве), где изгара полако при незнатном доводу ваздуха с ниском температуром изгарања. Већ су стари Грци употребљавали грејање дрвеним угљом, које се проширило у шумовитим крајевима у већини јужних народа све до Азије. Те зделе за грејање имају различите називе, тако на пример у Шпанији бразеро, у Италији скалдино, у средњој Азији мангал. 
Недостатак грејања с отвореним ложиштем ублажио се најпре смештајем ложишта поред зида, те његовим обзиђивањем у облику камина и зидањем димњака за одвод дима. Током времена тај се начин грејања све више усавршава градњом посебних зиданих пећи с каменим, односно керамичким плочицама, које су још и данас у употреби (каљева пећ). Већ у 17. веку употребљавају се за грејање просторије жељезне пећи ложене угљом. Пећи се стално даље развијају и усавршавају кориснијим обликовањем, бољим одавањем топлоте и регулацијом температуре. 
Знатне предности пружају усавршене пећи за ложење уљем (уљна пећ) и плином (плинска пећ), те се њихова употреба у новије време веома проширила.

### Централно грејање
Као прво централно грејање може се сматрати хипокауст, антички уређај за грејање. Испод просторија, које су се требале грејати, био је посебни подрум, такозвани хипокауст са стубовима (лат. pilae) високим 740 mm од опеке или глинених цеви. На стубовима су биле постављене плоче од опеке које су носиле од 150 до 200 mm дебелу таваницу. Ложиште је било постављено поред зграде. Гориво је било дрво или дрвени угаљ. Врући димни плинови струјали су између стубова хипокауста и одводили се кроз отворе у зидовима. Кад су стубови, а деломично и таваница били довољно загрејани, обуставило се ложење, затварали су се отвори за одвод дима, а отварали отвори у поду или у зидовима просторије. Тада се доводио у просторију свежи спољни ваздух, који се загрејао при пролазу поред усијаних стубова хипокауста.  

### Грејање паром
Грејање паром потиче из Енглеске (1745). Прво се употребљавала одушна водена пара с притиском око 2 бара. Грејачи су били у облику цевних оквира или ребрастих цеви. Касније се посебно производила нископритисна пара од 1,1 до 1,3 бара у посебним котловима од ливеног жељеза (1870), а грејачи су састављени од чланака из ливеног жељеза, такозвани радијатори. 

### Грејање топлом водом
Грејање топлом водом изумео је Француз Бонемаин већ 1777, али даљи развој и проширење употребе овог система следи тек после 1850. Грејање врелом водом изнад 100 °C изумео је Енглез Лофтус Перкинс. То је био затворени цевни систем посебне изведбе за високи притисак до 200 бара. Употребљавао се углавном у индустрији. У новије време употребљава се врела вода под притиском за даљинско грејање градских четврти с температурама воде највише око 150 до 180 °C и с притисцима око 10 бара.

### Електричне пећи
Прве експериментне електричне пећи појавиле су се с првим применама електричне струје. Грејни отпорник први је патентирао Американац Г. Б. Симсон 1861, али тек изум динама осигурао је довољно електричне енергије за електричне пећи. Својом су конструкцијом електричне пећи крајем 19. века биле јако сличне данашњим жарним пећима. У почетку се за израду грејача употребљавала жељезна жица, а тек касније су жељезо замениле различите отпорније легуре, на пример хром-никал. Радна температура првих пећи била је прилично ниска, око 200 °C. Међу прве објекте који су се грејали потпуно електрични иду електрични возови. До Другог светског рата сматрало се да је електрично грејање просторија прикладно само као додатно, мада је већ двадесетих година 20. века, кад се електрификација раширила, било покушаја с термоакумулацијским пећима, па чак и с електричним отпорним, лучним и индуктивним грејањем воде централног грејања користећи јефтинију ноћну тарифу електричне енергије. Тек после Другог светског рата почело се понегде употребљавати електрично грејање као главно и једино.

## Пећи за грејање

### Камини
Камини су најстарије пећи за грејање с отвореним ложиштем. Загрејавање просторије настаје претежно зрачењем топлоте. Ступањ искористивости овог грејања јесте свега од 10 до 15%, јер се највећи део топлоте одводи с димним плиновима кроз димњак. Грејањем камином постиже се добро проветравање, али недовољно загрејавање просторије. Камини се данас ретко употребљавају, и то само као додатно грејање, а понекад ради украса (декорације).

### Пећи с великом акумулацијом топлоте или каљеве пећи
Каљеве пећи се граде од посебних керамичких плочица и шамотних опека (односно плоча) у облицима који су прилагођени различитим условима и захтевима. Значајна особина је ових пећи да су стварање топлоте и одавање топлоте временски помакнути. Дневно се једанпут или два пута наложи ложиште горивом, које у сразмерно кратком времену изгори. При томе се ослобођена топлота изгарања упија (акумулира) у зидовима пећи. С повишењем површинске температуре пећи почиње постепено одавање топлоте ваздуху просторије. Трајања одавања топлоте зависи од дебљине акумулацијске масе и величине спољашње површине пећи. Због велике масе која учествује при измјени топлоте није могуће с овим пећима брзо угрејати просторију, а нити су подесне за брзу регулацију одавања топлоте.

### Пећи с малом акумулацијом топлоте
Жељезна пећ је пећ с плаштем од ливеног жељеза или челичног лима која је с унутрашње стране обложена шамотом како би се заштитила од прекомерног загрејавања. Регулација емисије топлоте у жељезним пећима постиже се регулисањем довода ваздуха у ложиште, чиме се поспешује или успорава изгарање горива. Жељезне су пећи прикладне како за краткотрајни тако и за трајни погон. Жељезне се пећи стално усавршавају. Нова настојања теже за што вишим искориштењем топлоте димних плинова, и то различитим начином њиховог вођења.

### Пећи за ложење плином
Плинска пећ има предности грејања просторија плином, према грејању с чврстим горивима, а оне су следеће: послуживање је једноставно, брзо загрејавање и чисти погон, отпада допрема горива и одстрањивање пепела, регулација температуре може бити аутоматска према спољној температури, те могућност тачног одређивања потрошње гаса помоћу гасомера. Недостаци су таквог грејања: високи погонски трошкови, опасност тровања кад су направе неисправне и понекад потешкоће при градњи одводних канала за плинове изгарања.

### Пећи на ложиво уље
Уљна пећ се ложи лаким ложивим уљем (мазут). Из спремника (резервоара) тече уље слободним падом до нивоа посуде с пловком, где се одржава стални (константни) ниво уља. Одатле уље струји кроз регулацијски вентил у комору за изгарање. Након паљења, због деловања топлоте пламена, уље испари, меша се са ваздухом, који се доводи кроз отворе у посуду горионика, те изгара. Настали плинови изгарања пролазе кроз комору горионика око измјењивача топлоте или директно уз спољашњи плашт пећи у одводни вод плина и у димњак. Угрејане површине предају топлоту ваздуху просторије претежно конвекцијом (струјањем), а само деломично топлотним зрачењем.

#### Електрични уређаји за грејање
Електрична пећ или електрична грејалица је уређај и индустријско електротоплотно постројење у којем се електрична енергија претвара у топлотну енергију, а топлота се искориштава за добивање метала, њихову топлотну и термохемијску обраду те генерално за печење, загрејавање или сушење, и то у индустрији, угоститељству и домаћинству.

## Индустријске пећи
Индустријске пећи се разликују на темељу више показатеља: 
- према индустријској грани у којој се користе (на пример металуршке пећи, пећи за керамику, за топљење стакла);
- према индустријском поступку (пећи за загрејавање, топљење, жарење, пржење, синтерирање, сушење);
- према одвијању процеса (с испрекиданим или неконтинуираним радом, као што су коморне пећи, или с континуираним радом, као што су ротацијске пећи);
- с обзиром на извор енергије за загрејавање разликују се пећи које користе горива (чврста, течна или плиновита) или електричну енергију. Међу електричним пећима важне су отпорне, електролучне и електроиндукцијске пећи (електрична пећ), а загрејавање је могуће и електронским снопом, плазмом и ласерским зрацима;
- у пећима које користе горива загрејавање може бити непосредно, када је материјал за обраду у пећи (сировине или међупроизводи) у директном додиру с горивом, односно с гасовима изгарања, или индиректно, посредством додирног зида. Индиректан начин омогућава да се загрејавање по потреби проводи и у инертној атмосфери или уз смањени притисак.
- индустријске се пећи могу поделити зависно од тога креће ли се материјал током загријавања кроз њих (проточне пећи) или у њима мирује, а посебна су врста пећи оне за хемијске реакције у флуидизираном слоју.